# Return of the Mother
Albums de Nina Hagen
Om Namah Shivay
(1999) Live in Krefeld
(2002)
Return of the Mother est un des albums solo de Nina Hagen sorti en 2000.

## Liste des titres
1. Return of the Mother
2. Der Wind hat mir ein Lied erzählt
3. Schachmatt
4. Frequenzkontrolle
5. Poetenclub
6. Höllenzug
7. Schüttel mich
8. Yes Sir
9. Handgrenade
10. He Shiva Shankara